# Esaias Compenius
Esaias Compenius (1572–1617 i Hillerød) var en tysk orgelbygger. Han er kendt for Compeniusorgel i Frederiksborg Slotskirke.
Compenius var andet slægtled i en tysk orgelbyggerfamilie; således var både hans far, Heinrich Compenius den ældre, hans bror, Heinrich Compenius den yngre, og hans onkel Timotheus Compenius også orgelbyggere. Esaias anses i dag som den talentfuldeste.
I 1605 blev han ansat som orgelbygger, siden som organist, ved hoffet i Braunschweig-Wolfenbüttel. Man mener, han allerede kort efter begyndte på at konstruere det kammerorgel, der senere skulle blive opkaldt efter ham. Orgelt var i Wolfenbüttel, men blev i 1617 skænket til Christian 4. af Friedrich Ulrich af Braunschweig-Wolfenbüttel, søn af Cristians nyligt afdøde svoger Heinrich Julius. Compenius tog med orgelet til Danmark for at forestå dets opsættelse og døde enten før eller kort efter dets opsættelse i Frederiksborg Slotskirke.

## Ekstern kilde/henvisning
- Det virtuelle Musikbibliotek (Webside ikke længere tilgængelig)